# Anders Gravers Pedersen
Anders Gravers Pedersen (13 de mayo de 1960) es un activista danés contra el islam. Es el presidente y fundador de Stop the Islamization of Denmark (SIAD) y líder de Stop Islamization of Europe (SIOE). También ha sido parte de las conexiones transatlánticas entre SIOE y Stop Islamization of America.
En marzo de 2012, Gravers Pedersen participó en una manifestación y organizó una conferencia antiislámica junto con la Liga de Defensa inglesa en Århus. Dos años antes, en 2010, presuntamente fue agredido en un mitin en Aalborg. En 2008, SIAD y Gravers Pedersen, en calidad de líderes del SIOE, fueron condenados a pagar multas de 10.000 DKK por violar una orden judicial contra el uso de los dibujos animados de Muhammad de Kurt Westergaard en un mitin.

## Elecciones disputadas
Gravers Pedersen intentó postularse para un escaño en el parlamento danés, Folketinget, en 2012 y en 2009. Disputó las elecciones municipales en Aalborg en 2005 y obtuvo 383 votos y el grupo Alto a la islamización de Dinamarca [da] recibió un total de 1,172 votos. Esto representó menos del 1% de los votos emitidos en las elecciones. En las elecciones parlamentarias danesas de 2007, Pedersen se presentó en Jutlandia y obtuvo 73 votos.